# Apogon maculatus
Apogon maculatus es una especie de pez de la familia de los apogónidos en el orden de los perciformes.

## Morfología
Los machos pueden llegar a alcanzar los 11,1 cm de longitud total.

## Distribución geográfica
Se encuentran en el Atlántico occidental: desde Canadá hasta Massachusetts (Estados Unidos), Bermuda y las Bahamas, y desde el Golfo de México hasta Brasil.